# 2-nitroanilină
2-nitroanilina sau o-nitroanilina este un compus organic cu formula chimică H2NC6H4NO2. Este un derivat de anilină și are și o grupă funcțională nitro în poziția 2. Este utilizată majoritar ca precursor pentru o-fenilendiamină. Există alți doi izomeri de nitroanilină.

## Obținere
2-nitroanilina este obținută industrial în urma reacției dintre 2-nitroclorobenzen și amoniac:
{\displaystyle {\ce {ClC6H4NO2 + 2 NH3 -> H2NC6H4NO2 + NH4Cl}}}